# Austrogena
Austrogena is een geslacht van tweekleppigen uit de familie Vesicomyidae.

## Soorten
De volgende soorten zijn bij het geslacht ingedeeld:
- Austrogena nerudai (Krylova, Sellanes, F. Valdés & D'Elía, 2014)